# اسنپ! (زبان برنامه‌نویسی)
اسنپ! (به انگلیسی: Snap!) یک زبان برنامه‌نویسی آموزشی گرافیکی است که مبتنی بر مرورگر و یک سری بلوک‌های فرمان است. این زبان به دانش آموزان امکان ایجاد پویانمایی تعاملی و بازی را داده و در عین حال، آن‌ها را با مفاهیم ریاضی و محاسباتی آشنا می‌سازد. اسنپ! با الهام‌گیری از زبان برنامه‌نویسی اسکرچ طراحی شده، اما بر خلاف اسکرچ، هم دانش آموزان تازه‌کار و هم دانش آموزان حرفه‌ای در برنامه‌نویسی را به عنوان کاربر هدف خود تعیین کرده‌است. اسنپ! با گنجاندن قابلیت‌های اسکرچ و بسط آن‌ها توانسته به این هدف دست یابد.